# Tu no (Gemelli DiVersi)
Tu no un singolo Gemelli DiVersi, primo singolo estratto dall'album Fuego del 2002, quarto album del gruppo pop rap milanese.

## Video musicale
Nel videoclip della canzone compare una allora semisconosciuta Elisa Isoardi.